# مقلية عريضة
مقلية عريضة (الاسم العلمي: Alcaligenes latus) هي نوع من البكتيريا، سلبية الغرام، تتبع المقلية.